# Russo (cognome)
Russo è un cognome della lingua italiana.

## Origine e diffusione
Rappresenterebbe una variante del cognome Rossi oppure una patronimizzazione di soprannomi dialettali, legati alla caratteristica della colorazione rossiccia dei capelli o della carnagione del capostipite. In particolare, le forme meridionali russo, russë e russu, all'origine del cognome, derivano dal latino tardo russus o rubius, in latino classico rubeus, "rosso".
Dalla stessa radice di Russo deriva il cognome della famiglia nobile siciliana Rosso.
Russo è il secondo cognome più frequente in Italia dopo Rossi. Sono oltre 40 000 le famiglie italiane che portano questo cognome, perlopiù concentrate nelle regioni meridionali.
In Sicilia è il primo cognome per diffusione, seguita poi da Campania e Puglia, dove risulta essere primo per diffusione rispettivamente in provincia di Caserta e in provincia di Foggia.
Tra le varianti più diffuse di questo cognome vi è Lorusso, caratteristico soprattutto della Terra di Bari.

## Persone
- Federico Russo, attore italiano (Roma, n. 1997)
- Gaetano Russo, attore italiano (Acireale, n. 1950)
- Gianfranco Russo, attore italiano (Piano di Sorrento, n. 1972)